# Lophocampa subannula
Lophocampa subannula är en fjärilsart som beskrevs av William Schaus 1911. Lophocampa subannula ingår i släktet Lophocampa och familjen björnspinnare. Inga underarter finns listade i Catalogue of Life.